# کیم ها یون
کیم ها یون (کره‌ای: 김하연؛ زادهٔ ۶ فوریه ۲۰۱۰) بازیگر کودک اهل کره جنوبی است. او حرفهٔ بازیگری خود را با ایفای نقش ورژن کودکی شخصیت‌های مختلف آغاز کرد. او بیشتر به خاطر حضور در مجموعه تلویزیونی مبارزه برای راهم (۲۰۱۷) و فیلم خواننده (۲۰۲۰) شناخته می‌شود.

## فیلم‌شناسی

### فیلم
| سال  | عنوان                   | نقش                | توضیحات | منابع |
| ---- | ----------------------- | ------------------ | ------- | ----- |
| ۲۰۱۶ | بازیگر بزرگ             | Kindergartener     |         | [ ۵ ] |
| ۲۰۱۶ | یونگ‌سون                 | جوانی یونگ سون     |         | [ ۶ ] |
| ۲۰۱۷ | آماده‌سازی               | می سول             |         | [ ۷ ] |
| ۲۰۱۷ | رومانس ۸:۳۷             | نا اون             |         | [ ۷ ] |
| ۲۰۱۸ | پانسیون                 | چه اون             |         | [ ۷ ] |
| ۲۰۱۸ | رمپانت                  | دختر ولیعهد سو وون |         | [ ۷ ] |
| ۲۰۱۹ | کیم جی یونگ: متولد ۱۹۸۲ | ۱۲ سالگی جی یونگ   |         | [ ۷ ] |
| ۲۰۲۰ | خواننده                 | چونگ یی            |         | [ ۸ ] |